# Place des Otages
La place des Otages est une place publique située devant le musée des beaux-arts de Tel Aviv en Israël,. Elle reçoit son nom actuel à la suite de l'attaque du 7 octobre 2023 menée par le Hamas contre Israël, lorsque les familles des otages et leurs sympathisants ont commencé à y camper et à s'y rassembler, en raison de sa proximité avec le quartier général des Forces de défense israéliennes.
La place comporte des installations artistiques et des banderoles soulignant le sort des otages et appelant à leur libération. L'une des œuvres d'art est une table de dîner vide avec un siège vide pour chacun des otages disparus.
Le 25 novembre, quelque 100 000 personnes se rassemblent sur la place des Otages pour marquer les « 50 jours d'enfer » depuis l'assaut du Hamas et la prise d'otages. Début décembre 2023, des milliers de personnes se rassemblent sur la place pour exiger le retour des otages enlevés. Parmi les personnes présentes et certains orateurs se trouvent d'anciens otages rendus à Israël dans le cadre du cessez-le-feu temporaire et de l'échange d'otages israéliens et de prisonniers palestiniens qui ont eu lieu à la fin du mois de novembre.